# Баракат II
Баракат II (араб. بركات بن محمد; нар. 1458 — 1525) — 35-й шаріф й емір Мекки у 1497—1525 роках.

## Життєпис
Походив з гілки правлячої династії Хасанідів — бану-катада. Син шаріфа Мухаммада III. Народився 1458 року в Мецці. Замолоду декілька років навчався в Каїрі. 1474 року єгипетський султан Кайтбей надав йому статус співеміра. З цього часу спільно з батьком керував Меккою та Хіджазом, набуваючи політичного та військового досвіду.
1497 року став одноосібним правителем. Але невдовзі проти нього виступив брат Хазза, який прогнав Бараката II з Мекки. Той, отримав допомогу від єгипетського еміра — очільника каравану прочан (аль-хаджа аль-місрі), що тоді перебував в Джидді, завдяки чому вигнав Хаззу з Мекки, де знову запанував. Останній в свою чергу зібрав війська в оазі Юрібу, ймовірно переважно бедуїнів, з яким завдав поразки Баракату II, який вдруге вимушений був залишити Мекку. Він отаборився в Аль-Лайті, звідки турбував Хаззу нападами. Повернувся лише після смерті того близько 1500 року. Отримав підтвердження влади від султана Кансуха аз-Захіра.
Невдовзі вимушений був виступити проти іншого брата — Мухаммада аль-Джазана — що нападав на каравани сирійських прочан. війна тривала з перемінним успіхом. декілька разів Баракат II втрачав та повертав під владу Мекку. 1502 року прибулий емір від султана Кансуха аль-Гаурі змусив Мухаммада аль-Джазана прибути де Мекки, де планувалося замирити братів. Але аль-Джазан підкупив єгиптян, внаслідок чого Бараката II було арештовано й в кайданах відправлено до Каїру. Але по прибуттю його було звільнено.
1503 року Мухаммада аль-Джазана було вбито іншим братом Хумайдою. Баракат II отриvав підтвердження титулу еміра від султана, того ж року прибув до Мекки. Хумайда втік до Ємену. Задля зміцнення влади зробив співеміроми та шаріфами свого сина Алі та брата Кайтбея, яких призначив відповідальними за південь та північ Хіджазу. 1506 року отримав наказав від султана допомоги еміру Хусейну аль-Курді у зведені оборонних споруд навколо міста Джидда (португальці активно створювали форти та колонії в Червоному морі), що й було зроблено до 1507 року. Водночас остаточно завдав поразки братові Хумайді.
1512 року після смерті брата Кайтбей домігся визнання новим співеміром сина Мухаммада Абу Нумая. 1517 року, після підкорення Єгипту османським султаном Селімом I відправив до Каїру Мухаммада Абу Нумайя з визнанням зверхності останнього. В свою чергу Селім I підтвердив титули та владу Бараката II. За цим підступом захопив Хусейна аль-Курді, якого наказав стратити. Але частина мамлюків втекло до Ємену, де вступили в союз з зейдідськими імамами. До Джидди прибув османський командувач Хусейн аль-Румі-раїс. Невдовзі отримав від султана почесний титул візира з щорічною платнею 25 тис. курушів.
Помер Баракат II 1525 року. Йому спадкував син Мухаммад Абу Нумай.